# Riesbach
Riesbach – dzielnica Zurychu. Do 1893 była to miejscowość pod Zurychem. Od 1971 administracyjnie dzieli się na kwartały: Seefeld, Mühlebach i Weinegg.